# Tabanus loczyi
Tabanus loczyi är en tvåvingeart som beskrevs av Szilady 1926. Tabanus loczyi ingår i släktet Tabanus och familjen bromsar. Inga underarter finns listade i Catalogue of Life.